# Chariobas armatissimus
Chariobas armatissimus är en spindelart som beskrevs av Lodovico di Caporiacco 1947. Chariobas armatissimus ingår i släktet Chariobas och familjen Zodariidae.
Artens utbredningsområde är Etiopien. Inga underarter finns listade i Catalogue of Life.